# أوجين كلوديوس-بيتي
أوجين كلوديوس-بيتي هو مقاوم وسياسي فرنسي، ولد في 22 مايو 1907 في أنجيه في فرنسا، وتوفي في 24 أكتوبر 1989 في باريس في فرنسا. نشط حزبياً في Democratic and Socialist Union of the Resistance ‏. وكان نائب رئيس حزب مركز الديمقراطية والتقدم.

## مناصب
- انتخب نائب فرنسي عن دائرة  خلال فترته النيابية  [لغات أخرى]‏ (2 أبريل 1973 – 2 أبريل 1978).
- انتخب نائب فرنسي عن دائرة Loire's 4th constituency [الإنجليزية]‏ وقد انضم خلال فترته النيابية  [لغات أخرى]‏ (11 يوليو 1968 – 1 أبريل 1973) للكتلة البرلمانية Progress and Modern Democracy [الإنجليزية]‏.
- انتخب نائب فرنسي عن دائرة Loire's 4th constituency [الإنجليزية]‏ وقد انضم خلال فترته النيابية  [لغات أخرى]‏ (3 أبريل 1967 – 30 مايو 1968) للكتلة البرلمانية Progress and Modern Democracy [الإنجليزية]‏.
- انتخب نائب فرنسي عن دائرة Loire's 4th constituency [الإنجليزية]‏ وقد انضم خلال فترته النيابية  [لغات أخرى]‏ (9 ديسمبر 1958 – 9 أكتوبر 1962) للكتلة البرلمانية Democratic Entente Group  [لغات أخرى]‏.
- انتخب Mayor of Firminy ‏ (3 مايو 1953 – 3 أبريل 1971).

## وصلات خارجية
- أوجين كلوديوس-بيتي على موقع مونزينجر (الألمانية)